# Bahnstrecke Flieden–Gemünden
| |                      |                                             |                                             |
| Streckennummer (DB): | 3825                 |                                             |                                             |
| Kursbuchstrecke (DB): | 801                  |                                             |                                             |
| Kursbuchstrecke: | 416g (1946)          |                                             |                                             |
| Streckenlänge: | 56,3 km              |                                             |                                             |
| Spurweite: | 1435 mm (Normalspur) |                                             |                                             |
| Streckenklasse: | D4                   |                                             |                                             |
| Stromsystem: | 15 kV 16,7 Hz ~      |                                             |                                             |
| Streckengeschwindigkeit: | 160 km/h             |                                             |                                             |
| Zugbeeinflussung: | PZB                  |                                             |                                             |
| Zweigleisigkeit: | durchgehend          |                                             |                                             |
| |                      |                                             |                                             |
| \| \| \| von Göttingen \| \| \| \| 0,000 \| Flieden \| 314 m \| \| \| \| nach Frankfurt (Main) Hbf \| \| \| \| 3,300 \| Bundesautobahn 66 (148 m) \| Bundesautobahn 66 (148 m) \| \| \| 5,507 \| Distelrasen (Bk)[1] \| Distelrasen (Bk)[1] \| \| \| \| Gelnhausen–Kalbach (geplant)[2] \| \| \| \| \| Verbindungskurve von Schlüchtern Ziegenberg \| \| \| \| 10,152 \| Elm \| 310 m \| \| \| 10,16610,188 \| Kilometersprung -22 m \| Kilometersprung -22 m \| \| \| 12,436 \| Ebertsberg-Tunnel (232 m) \| Ebertsberg-Tunnel (232 m) \| \| \| 13,112 \| Brandenstein-Tunnel (151 m) \| Brandenstein-Tunnel (151 m) \| \| \| 16,590 \| Vollmerz \| Vollmerz \| \| \| 18,103 \| Ramholz-Tunnel (474 m) \| Ramholz-Tunnel (474 m) \| \| \| 21,611 \| Sterbfritz \| 372 m \| \| \| 22,180 \| Sterbfritz-Tunnel (1092 m) \| Sterbfritz-Tunnel (1092 m) \| \| \| 24,200 \| Mottgers \| Mottgers \| \| \| 29,900 \| Altengronau Nord \| Altengronau Nord \| \| \| 30,456 \| Ziegenberg-Tunnel (208 m) \| Ziegenberg-Tunnel (208 m) \| \| \| \| von Wildflecken \| \| \| \| 32,599 \| Jossa (73 m) \| Jossa (73 m) \| \| \| 33,205 \| Jossa \| 251 m \| \| \| 34,009 \| Ruppertsberg-Tunnel (321 m) \| Ruppertsberg-Tunnel (321 m) \| \| \| 34,430 \| Landesgrenze Hessen/Bayern \| Landesgrenze Hessen/Bayern \| \| \| 34,462 \| Sinn (179 m) \| Sinn (179 m) \| \| \| 36,360 \| Obersinn \| Obersinn \| \| \| 38,353 \| Mittelsinn \| 200 m \| \| \| 43,511 \| Burgsinn \| 184 m \| \| \| \| nach Burgsinn Bbf \| \| \| \| \| von Burgsinn Bbf \| \| \| \| 48,271 \| Rieneck Sinnberg (Abzw) \| Rieneck Sinnberg (Abzw) \| \| \| 49,291 \| Rieneck-Tunnel (422 m) \| Rieneck-Tunnel (422 m) \| \| \| 49,996 \| Sinn (81 m) \| Sinn (81 m) \| \| \| 50,410 \| Rieneck \| Rieneck \| \| \| 51,679 \| Sinn (94 m) \| Sinn (94 m) \| \| \| 52,000 \| Schnellfahrstrecke Würzburg–Hannover \| Schnellfahrstrecke Würzburg–Hannover \| \| \| 52,441 \| Sinn (72 m) \| Sinn (72 m) \| \| \| 54,300 \| Gemünden Zollberg (Abzw) \| Gemünden Zollberg (Abzw) \| \| \| \| nach Langenprozelten \| \| \| \| \| von Bad Kissingen \| \| \| \| 54,953 \| Gemünden Saalebrücke (Abzw) \| Gemünden Saalebrücke (Abzw) \| \| \| \| von Aschaffenburg \| \| \| \| 55,178 \| Fränkische Saale (171 m) \| Fränkische Saale (171 m) \| \| \| 56,340 \| Gemünden (Main) \| 159 m \| \| \| \| nach Waigolshausen \| \| \| \| \| nach Würzburg \| \| \| \| \| \| \| \| Quellen: [3][4][5][6] \| \| \| \| |                      |                                             |                                             |
| Strecke |                      | von Göttingen                               | von Göttingen                               |
| Bahnhof | 0,000                | Flieden                                     | 314 m                                       |
| Abzweig geradeaus und nach rechts |                      | nach Frankfurt (Main) Hbf                   | nach Frankfurt (Main) Hbf                   |
| Brücke | 3,300                | Bundesautobahn 66 (148 m)                   | Bundesautobahn 66 (148 m)                   |
| ehemalige Blockstelle | 5,507                | Distelrasen (Bk)                            | Distelrasen (Bk)                            |
| Kreuzung mit Tunnelstrecke (Querstrecke außer Betrieb) |                      | Gelnhausen–Kalbach (geplant)                | Gelnhausen–Kalbach (geplant)                |
| Abzweig geradeaus und von rechts |                      | Verbindungskurve von Schlüchtern Ziegenberg | Verbindungskurve von Schlüchtern Ziegenberg |
| Dienststation / Betriebs- oder Güterbahnhof | 10,152               | Elm                                         | 310 m                                       |
| Kilometer-Wechsel | 10,16610,188         | Kilometersprung -22 m                       | Kilometersprung -22 m                       |
| Tunnel | 12,436               | Ebertsberg-Tunnel (232 m)                   | Ebertsberg-Tunnel (232 m)                   |
| Tunnel | 13,112               | Brandenstein-Tunnel (151 m)                 | Brandenstein-Tunnel (151 m)                 |
| ehemaliger Bahnhof | 16,590               | Vollmerz                                    | Vollmerz                                    |
| Tunnel | 18,103               | Ramholz-Tunnel (474 m)                      | Ramholz-Tunnel (474 m)                      |
| Bahnhof | 21,611               | Sterbfritz                                  | 372 m                                       |
| Tunnel | 22,180               | Sterbfritz-Tunnel (1092 m)                  | Sterbfritz-Tunnel (1092 m)                  |
| ehemaliger Haltepunkt / Haltestelle | 24,200               | Mottgers                                    | Mottgers                                    |
| ehemaliger Haltepunkt / Haltestelle | 29,900               | Altengronau Nord                            | Altengronau Nord                            |
| Tunnel | 30,456               | Ziegenberg-Tunnel (208 m)                   | Ziegenberg-Tunnel (208 m)                   |
| Abzweig geradeaus und ehemals von links |                      | von Wildflecken                             | von Wildflecken                             |
| Brücke über Wasserlauf | 32,599               | Jossa (73 m)                                | Jossa (73 m)                                |
| Bahnhof | 33,205               | Jossa                                       | 251 m                                       |
| Tunnel | 34,009               | Ruppertsberg-Tunnel (321 m)                 | Ruppertsberg-Tunnel (321 m)                 |
| Grenze | 34,430               | Landesgrenze Hessen/Bayern                  | Landesgrenze Hessen/Bayern                  |
| Brücke über Wasserlauf | 34,462               | Sinn (179 m)                                | Sinn (179 m)                                |
| Haltepunkt / Haltestelle | 36,360               | Obersinn                                    | Obersinn                                    |
| Haltepunkt / Haltestelle | 38,353               | Mittelsinn                                  | 200 m                                       |
| Bahnhof | 43,511               | Burgsinn                                    | 184 m                                       |
| Abzweig geradeaus und nach links |                      | nach Burgsinn Bbf                           | nach Burgsinn Bbf                           |
| Abzweig geradeaus und von links |                      | von Burgsinn Bbf                            | von Burgsinn Bbf                            |
| Blockstelle | 48,271               | Rieneck Sinnberg (Abzw)                     | Rieneck Sinnberg (Abzw)                     |
| Tunnel | 49,291               | Rieneck-Tunnel (422 m)                      | Rieneck-Tunnel (422 m)                      |
| Brücke über Wasserlauf | 49,996               | Sinn (81 m)                                 | Sinn (81 m)                                 |
| Haltepunkt / Haltestelle | 50,410               | Rieneck                                     | Rieneck                                     |
| Brücke über Wasserlauf | 51,679               | Sinn (94 m)                                 | Sinn (94 m)                                 |
| Kreuzung geradeaus unten | 52,000               | Schnellfahrstrecke Würzburg–Hannover        | Schnellfahrstrecke Würzburg–Hannover        |
| Brücke über Wasserlauf | 52,441               | Sinn (72 m)                                 | Sinn (72 m)                                 |
| Blockstelle | 54,300               | Gemünden Zollberg (Abzw)                    | Gemünden Zollberg (Abzw)                    |
| Abzweig geradeaus und nach rechts |                      | nach Langenprozelten                        | nach Langenprozelten                        |
| Abzweig geradeaus und von links |                      | von Bad Kissingen                           | von Bad Kissingen                           |
| Blockstelle | 54,953               | Gemünden Saalebrücke (Abzw)                 | Gemünden Saalebrücke (Abzw)                 |
| Abzweig geradeaus und von rechts |                      | von Aschaffenburg                           | von Aschaffenburg                           |
| Brücke über Wasserlauf | 55,178               | Fränkische Saale (171 m)                    | Fränkische Saale (171 m)                    |
| Bahnhof | 56,340               | Gemünden (Main)                             | 159 m                                       |
| Abzweig geradeaus und nach links |                      | nach Waigolshausen                          | nach Waigolshausen                          |
| Strecke |                      | nach Würzburg                               | nach Würzburg                               |
| |                      |                                             |                                             |
| Quellen: |                      |                                             |                                             |

Die Bahnstrecke Flieden–Gemünden, auch Fulda-Main-Bahn, ist eine zweigleisige, elektrifizierte Hauptbahn in Hessen und Bayern. Sie verläuft von Flieden nach Gemünden am Main. Während der Deutschen Teilung von 1945 bis 1988 war die Strecke Teil der bedeutendsten Fernverbindung zwischen Nord- und Süddeutschland auf dem Gebiet der Trizone und der Bundesrepublik Deutschland.

## Geschichte

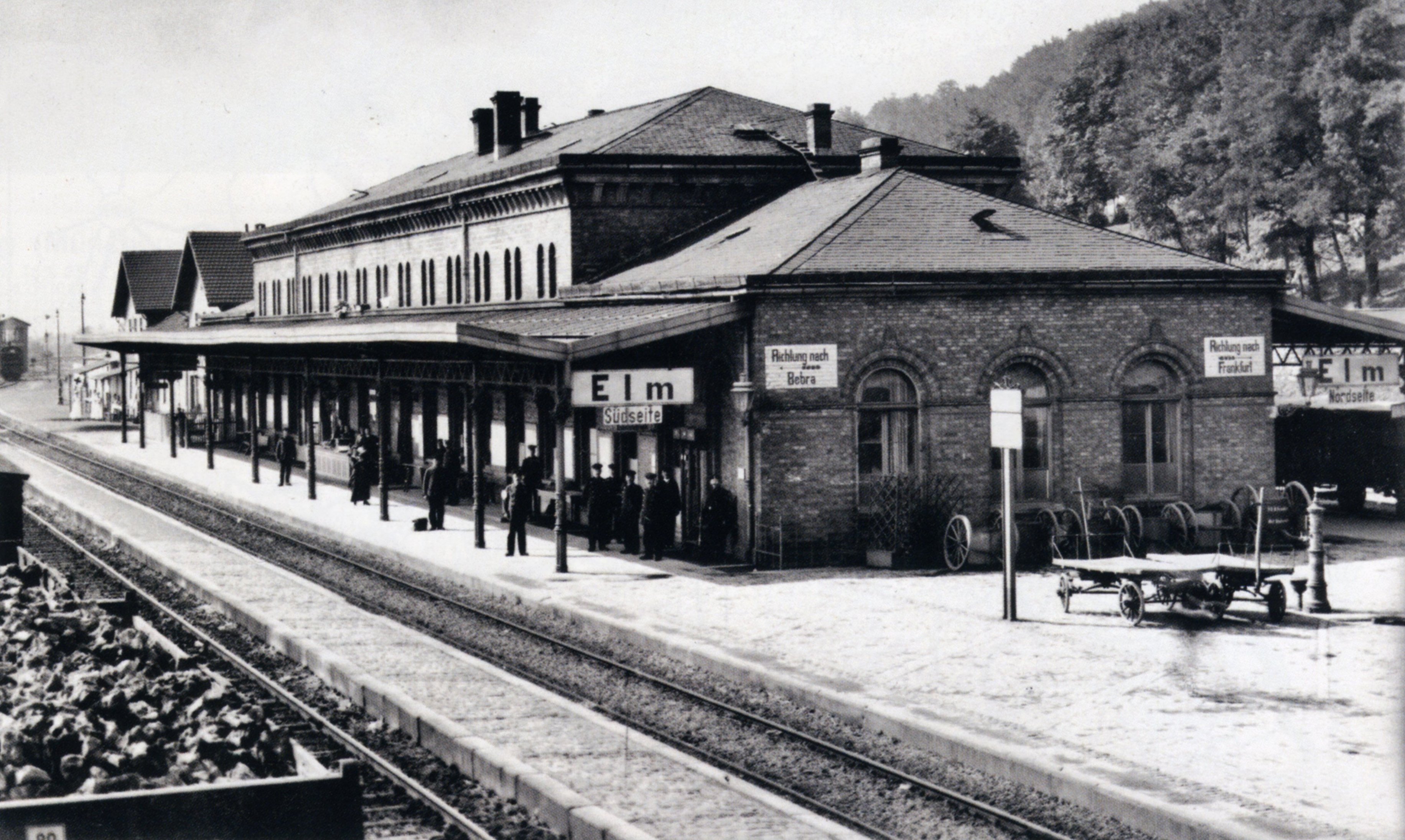
Empfangsgebäude des Bahnhofs Elm um 1900

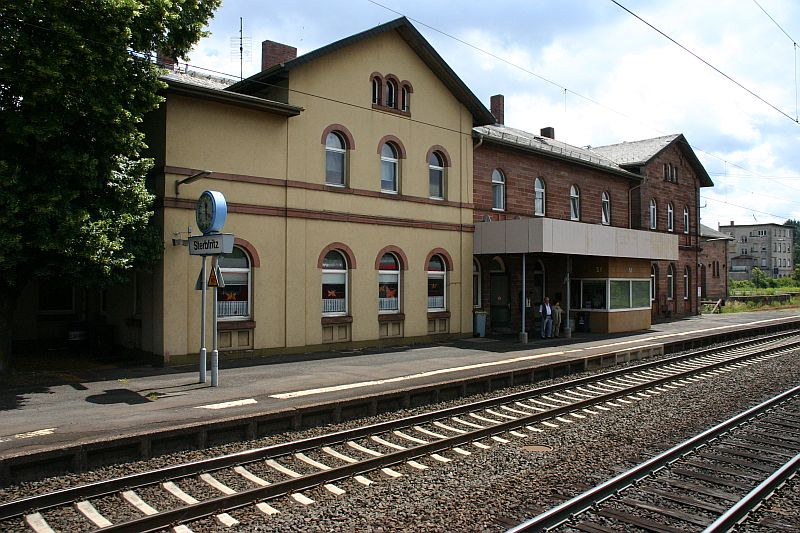
Bahnhof Sterbfritz

Die Strecke setzt sich historisch aus zwei Teilen zusammen:
- Die Streckenäste Flieden–Elm und Schlüchtern–Elm entstanden beim Bau der Frankfurt-Bebraer Eisenbahn, deren südlicher Abschnitt heute die Kinzigtalbahn ist. Sie wurden am 15. Dezember 1868 in Betrieb genommen. Im Bahnhof Elm bestand damals eine Spitzkehre, in der alle durchgehenden Züge wenden mussten. Diese betrieblich aufwendige Verkehrsführung diente zum Überfahren des Distelrasens, eines Höhenzugs, der das Kinzigtal und das Fuldatal trennt.
- 1872 wurde am Kopfende des Bahnhofs Elm die von Gemünden kommende Fulda-Main-Bahn angeschlossen. Elm wurde damit zum Durchgangsbahnhof, die Bahnstrecke Flieden–Gemünden entstand. Allerdings mussten die Züge der Frankfurt-Bebraer Bahn hier weiterhin „Kopf machen“. Dies änderte sich erst mit der Inbetriebnahme des Schlüchterner Tunnels 1914, der den Distelrasen unterfährt.

Im Jahr 1906 rutschte das gesamte Güterbahnhofareal des Elmer Bahnhofs infolge geologischer Störungen in Verbindung mit unzureichender Entwässerung großflächig ab.
Im Zuge der alliierten Transportoffensive verfolgte ein P-47D-Jagdbomber unter mehrfachem Bordwaffeneinsatz im November 1944 einen von Wildflecken kommenden Transportzug von V2-Sprengköpfen und stellte ihn endgültig in Elm. Die Explosion des Güterzuges richtete großflächige Zerstörungen an, darunter auch des aus der Anfangszeit stammenden Empfangsgebäudes. Die baulichen Anlagen wurden in der Nachkriegszeit wegen ihrer gestiegenen Bedeutung vereinfacht wiederaufgebaut. Das Bahnbetriebswerk Elm wurde 1951 geschlossen.
Die Bahnstrecke Flieden–Gemünden war nach dem Zweiten Weltkrieg Bestandteil der alten Nord-Süd-Strecke zwischen Hannover und Würzburg.

## Streckenverlauf

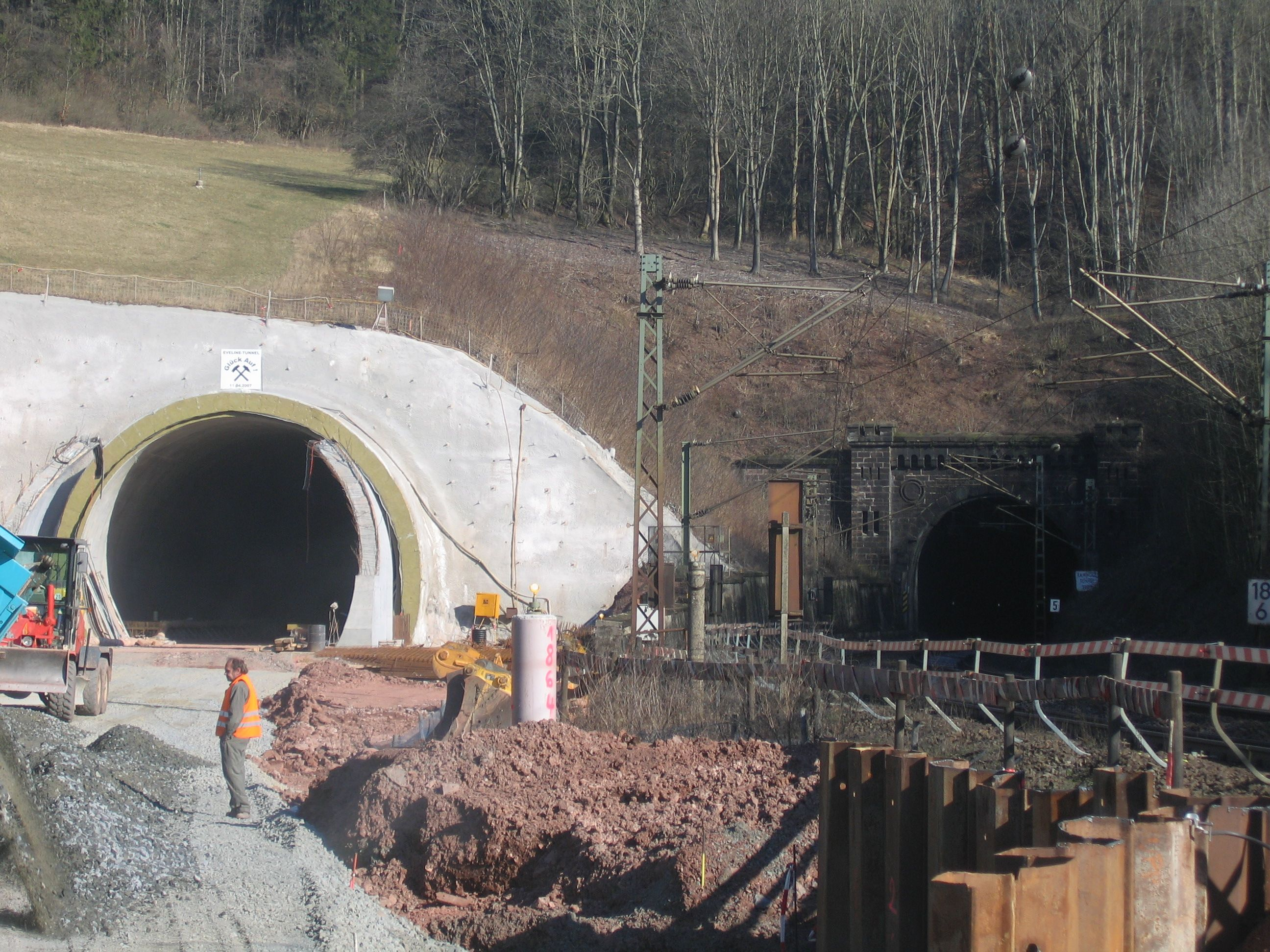
Neues und altes Südportal des Ramholz-Tunnels

Die Strecke zweigt im Bahnhof Flieden von der Kinzigtalbahn von Fulda kommend ab. Von hier verläuft sie durch die Ausläufer von Spessart und Rhön, genauer: zunächst am Ostabhang der Furche des Kautzer Wassers über den Höhenzug des Distelrasens bis über den Ort Schlüchtern. Ein kleines Stück weiter erreicht man den Betriebsbahnhof Elm, auf den eine Kehrschleife nordwärts im Elmbachtal und weitere kurvige Seitentalausfahrungen, unter anderem über den aufgelassenem Bahnhof Vollmerz, zum Aufstieg in den Talschluss der Kinzig im noch bedienten Bahnhof Sterbfritz folgen. In Sterbfritz wird der Geländerücken zum Sinntal mit dem Sterbfritz-Tunnel durchbrochen. An der Westflanke des Sinntals geht es in Hanglage südwärts, wobei sich auf der anderen Talseite ab der aufgelassenen Station Mottgers die Schnellfahrstrecke Hannover–Würzburg dazugesellt. Die Bahnstrecke erreicht nahe Jossa das Sinntal. Bei Obersinn, bereits in Bayern, wird die Sinn durch ein 171,6 Meter langes Viadukt, das fünf Bögen und vier Pfeiler umfassende Sinntal-Viadukt überquert. Die Strecke folgt dann größtenteils der Ostflanke des Sinntals und verläuft teilweise gebündelt mit der Schnellfahrstrecke Hannover–Würzburg. Eine Verknüpfung mit der Schnellfahrstrecke besteht südlich von Burgsinn im Betriebsbahnhof Burgsinn. Mit Erreichen des Maintals, an dessen Ostseite der Bahnhof Gemünden südlich des Ortskerns errichtet wurde, ist noch die Fränkische Saale an ihrer Mainmündung vor dem Nördlichen Bahnhofskopf zu passieren.
Der 388 Meter lange alte Ramholz-Tunnel wurde 2007/2008 durch einen 474 Meter langen und etwa 30 Millionen Euro teuren Neubau ersetzt, was lange Unterbrechungen des Streckenbetriebes vermied. Seit dem 17. Juni 2008 nutzen die Züge den neuen Tunnel.

## Betrieb
Die Strecke befindet sich in einem Erneuerungsprozess. In den Bahnhöfen Elm und Sterbfritz wurden neue Stellwerke errichtet, die von dem elektronischen Stellwerk in Flieden ferngesteuert werden. In Sterbfritz arbeitet noch ein Fahrdienstleiter, der aber nur für die Strecke Richtung Jossa zuständig ist. Bis 2027 soll auch für diesen Abschnitt ein elektronisches Stellwerk installiert werden.

### Fernverkehr
Planmäßigen Schienenpersonenfernverkehr gibt es auf der Fulda-Main-Bahn seit der Fertigstellung der Schnellfahrstrecke Hannover–Würzburg im Jahr 1988 nicht mehr, mit Ausnahme von Nachtzügen, einzelnen Intercity-Zügen und Umleitungsverkehr. Im Dezember 2014 wurde mit dem samstäglichen Intercity-Zugpaar Rottaler Land von Hamburg nach Passau, das die Strecke zwischen Rieneck-Sinnberg und Gemünden befuhr, der letzte planmäßige Fernverkehrszug eingestellt.

### Regionalverkehr

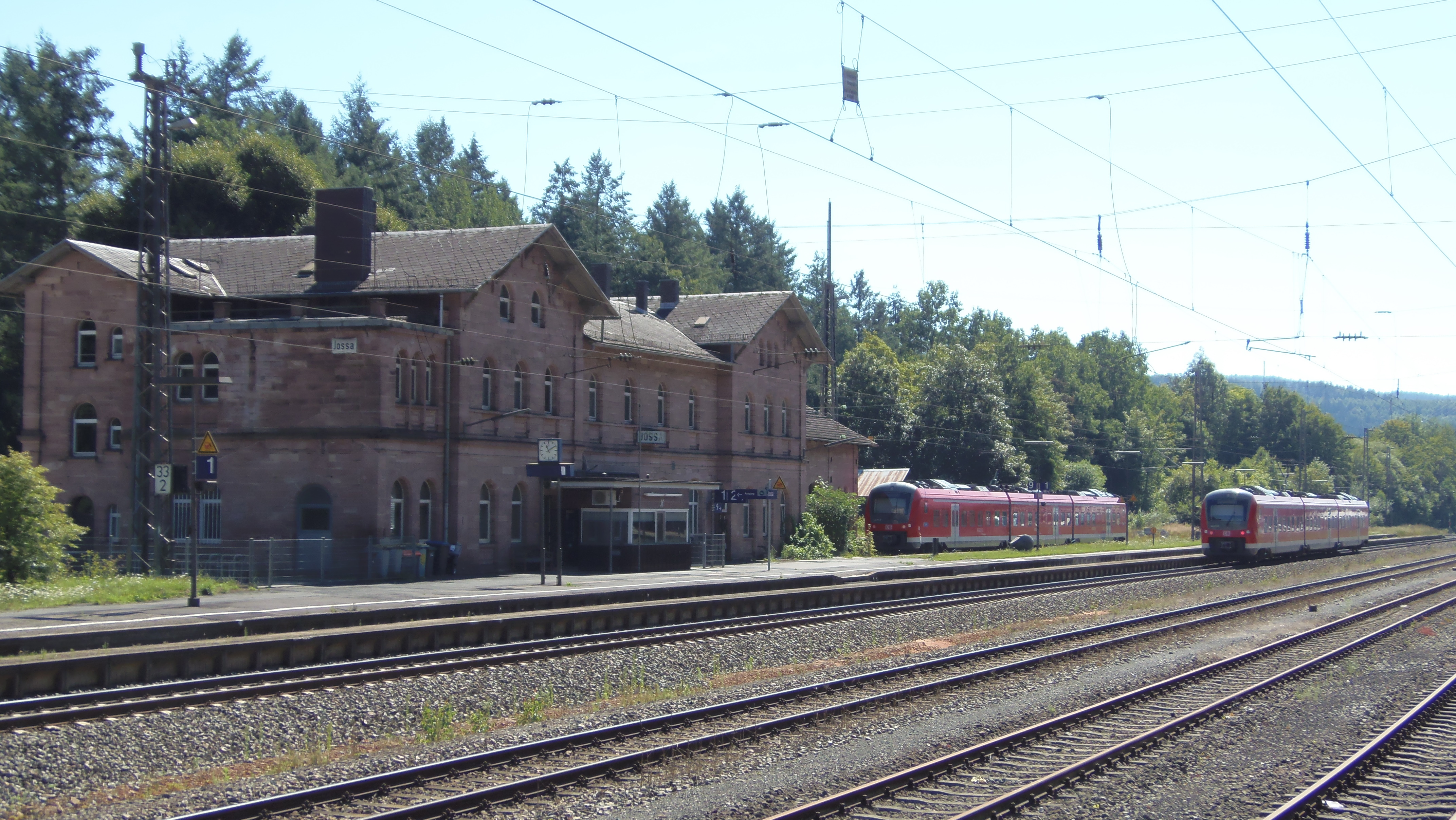
Regionalzüge im Bahnhof Jossa

Im Schienenpersonennahverkehr wurde die Fulda-Main-Bahn bis zum Jahr 2006 von der Regionalbahn-Linie Fulda–Gemünden bedient. Zum Fahrplanwechsel im Dezember 2006 wurde die Linie in südlicher Richtung nach Würzburg und größtenteils darüber hinaus bis Schweinfurt und sogar bis Bamberg verlängert, lediglich wenige Zugpaare endeten weiterhin in Gemünden. Auf Wunsch des Rhein-Main-Verkehrsverbundes (RMV) wurde der Ausgangspunkt der Züge von Fulda nach Schlüchtern verlegt, wo Anschlüsse nach Fulda und Frankfurt bestehen. Zwischen Schlüchtern und Jossa verkehren die Regionalbahnen alle zwei Stunden, ab Jossa stündlich.
Die Regionalbahnen wurden üblicherweise aus vier n-Wagen gebildet, bespannt von Lokomotiven der Baureihen 111 oder 112, bei in Gemünden endenden Zugläufen kam auch die langsamere Baureihe 143 zum Einsatz.
Als Teil des „Elektrischen Netzes Würzburg“ wurde der Regionalbahnverkehr auf der Fulda-Main-Bahn im Juni 2006 von der Bayerischen Eisenbahngesellschaft und dem Rhein-Main-Verkehrsverbund europaweit ausgeschrieben. Der bisherige Betreiber DB Regio entschied die Ausschreibung für sich und nahm den Betrieb zum Fahrplanwechsel 2010/2011 im Dezember 2010 mit neuen Fahrzeugen des Typs Alstom Coradia Continental auf.

### Umleitungsstrecke
Bei einer Sperrung der Schnellfahrstrecke zwischen dem Betriebsbahnhof Burgsinn und Fulda bzw. Würzburg wird der Fernverkehr von der Schnellfahrstrecke bis zum Betriebsbahnhof Burgsinn über die Bahnstrecke Flieden–Gemünden umgeleitet. Auch bei einer Sperrung der Kinzigtalbahn wird der Fernverkehr zwischen Rieneck-Sinnberg und Gemünden-Zollberg über die Strecke umgeleitet. Ebenso kann die Strecke zusammen mit der Kinzigtalbahn als Umleitungsstrecke für die Streckenabschnitte Hanau–Aschaffenburg und Aschaffenburg–Gemünden genutzt werden. Seit Inbetriebnahme der neuen Spessartrampe und der Einstellung des Schubbetriebes zwischen Laufach und dem ehemaligen Schwarzkopftunnel bei Heigenbrücken werden vermehrt auch schwerere Güterzüge aus dem Rhein-Main-Gebiet in Richtung Würzburg über die Strecke geleitet.

## Zukunft
In zwei Bauphasen soll die Strecke erneuert werden::
- in Phase 1 zwischen 2025 und 2027 Oberbau, Oberleitung, Kommunikationstechnik, acht Brücken und die Tunnel Ebertsberg, Brandenstein und Ruppertsberg unter zeitweiser Vollsperrung der Strecke,
- in Phase 2 nach 2027 mit der Sanierung der Tunnel Ziegenberg und Rieneck.